# Pikachurin
Pikachurin, còn được gọi là AGRINL (AGRINL) và fibronectin giống EGF  loại III và protein chứa miền giống laminin G (EGFLAM), là một loại protein ở người được gen EGFLAM mã hóa.
Pikachurin là một protein tương tác dystroglycan. Nó đóng vai trò thiết yếu trong sự tương tác chính xác giữa synap tiếp nhận ánh sáng và sợi nhánh cây lưỡng cực. Sự gắn kết với dystroglycan (DG) phụ thuộc vào một số yếu tố (glycosyl hóa DG, sự hiện diện của cation hóa trị hai, và sự hiện diện của các protein khác).
Một liên kết không đúng giữa pikachurin và DG có liên quan đến chứng loạn dưỡng cơ thường liên quan đến các bất thường về mắt.